# Luché-Pringé
Luché-Pringé is een gemeente in het Franse departement Sarthe (regio Pays de la Loire). De plaats maakt deel uit van het arrondissement La Flèche. Luché-Pringé telde op 1 januari 2022 1.524 inwoners.

## Geografie
De oppervlakte van Luché-Pringé bedroeg op 1 januari 2022 49,39 vierkante kilometer; de bevolkingsdichtheid was toen 30,9 inwoners per km².

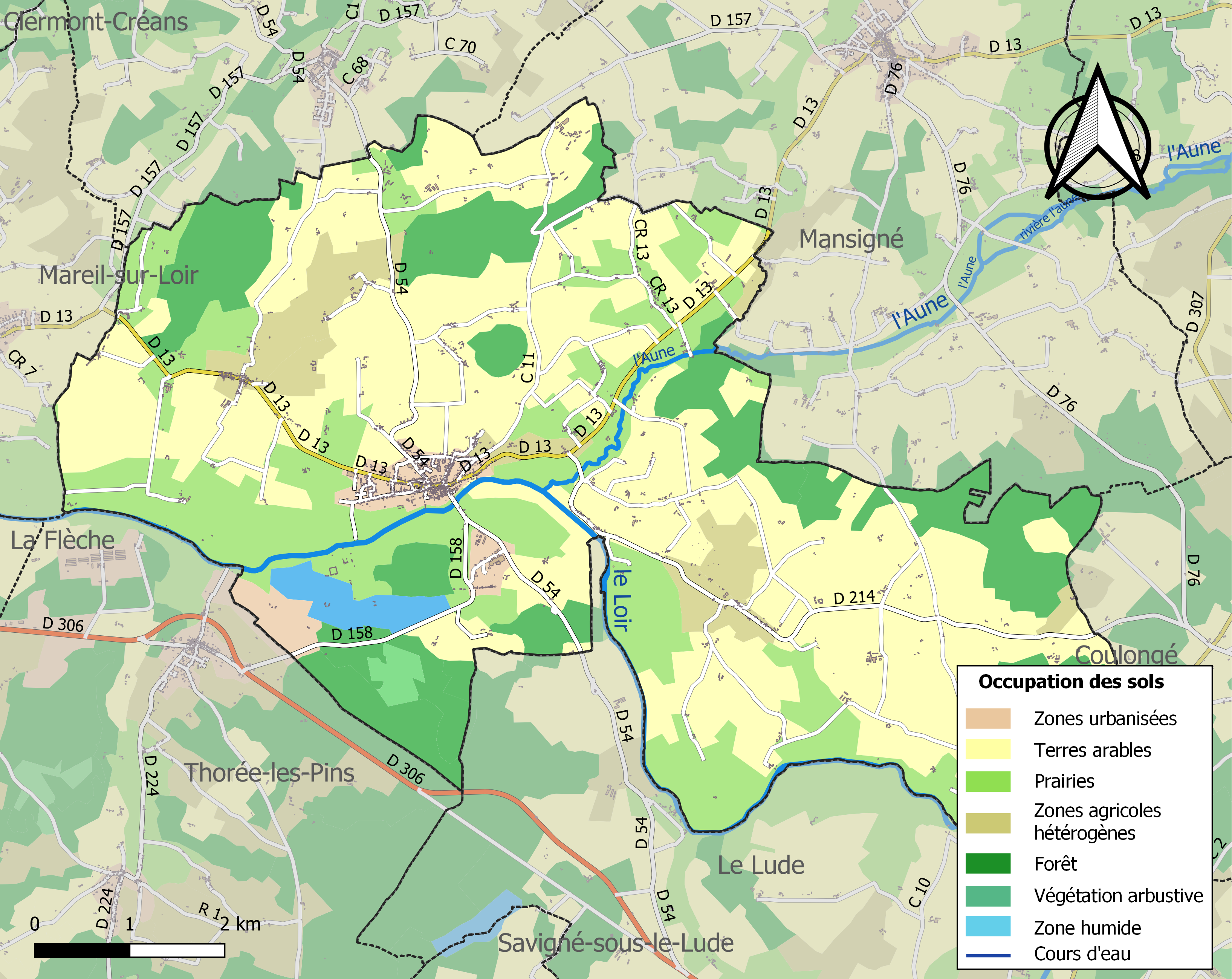
Kaart van de gemeente met de belangrijkste infrastructuur, bodemgebruik en omliggende gemeenten

## Demografie
Onderstaande figuur toont het verloop van het inwonertal (bron: INSEE-tellingen).